# Richard Jenkins
Richard Dale Jenkins (DeKalb, 4 de Maio de 1947) é um ator de teatro, cinema e televisão. Depois de sua carreira no teatro, Jenkins começou a fazer televisão em 1974 e apareceu em papéis coadjuvantes em vários filmes e produções televisivas. Interpretou o personagem Nathaniel Fisher na série dramática da HBO, A Sete Palmos, sendo indicado, juntamente com o resto do elenco, ao Screen Actors Guild Awards na categoria de Melhor Elenco de Série Dramática em 2002. Como personagem principal em filmes, pode-se citar o professor Walter Vale em O Visitante, pelo qual foi indicado ao Oscar de 2009 como Melhor Ator.

## Filmografia
| Ano  | Título                          | Título em português                  | Papel                                       | Notas         |
| ---- | ------------------------------- | ------------------------------------ | ------------------------------------------- | ------------- |
| 1985 | Silverado                       |                                      | Kelly                                       |               |
| 1986 | Hannah and Her Sisters          | Hannah e suas irmãs                  | Dr. Wilkes                                  |               |
| 1986 | The Manhattan Project           |                                      | Radiation Controls Officer - Medatomics Lab |               |
| 1987 | Rachel River                    |                                      | Cordell                                     |               |
| 1987 | The Witches of Eastwick         | As Bruxas de Eastwick                | Clyde Alden                                 |               |
| 1988 | Little Nikita                   | Espiões sem rosto                    | Richard Grant                               |               |
| 1988 | Stealing Home                   |                                      | Hank Chandler                               |               |
| 1989 | Sea of Love                     | Vítimas de Uma Paixão                | Gruber                                      |               |
| 1989 | Blaze                           | Blaze                                | Picayune                                    |               |
| 1989 | How I Got Into College          |                                      | Bill Browne                                 |               |
| 1990 | When You Remember Me            |                                      | Vaughan                                     | Filme de TV   |
| 1990 | Challenger                      |                                      | Gregory Jarvis                              | Filme de TV   |
| 1990 | Blue Steel                      |                                      | Attorney Mel Dawson                         |               |
| 1993 | Undercover Blues                |                                      | Frank                                       |               |
| 1993 | And the Band Played On          | E a Vida Continua                    | Dr. Marc Conant                             | Fillme de TV  |
| 1994 | It Could Happen to You          | Atraídos pelo Destino                | C. Vernon Hale                              |               |
| 1994 | Trapped in Paradise             |                                      | Agent Shaddus Peyser                        |               |
| 1994 | Wolf                            | Lobo                                 | Detective Bridger                           |               |
| 1995 | How to Make an American Quilt   |                                      | Howell Saunders                             |               |
| 1995 | The Indian in the Cupboard      | A Chave Mágica                       | Victor                                      |               |
| 1996 | Flirting with Disaster          |                                      | Paul Harmon                                 |               |
| 1996 | A Couch in New York             | Campton                              |                                             |               |
| 1996 | The Boys Next Door              | Um Amigo Por Perto                   | Bob Klemper                                 | Filme de TV   |
| 1996 | Eddie                           |                                      | Carl Zimmer                                 |               |
| 1997 | Absolute Power                  | Poder Absoluto                       | Michael McCarty                             |               |
| 1997 | Into Thin Air: Death on Everest | No Ar Rarefeito – Morte no Everest   | Beck Weathers                               | Telefilme     |
| 1998 | There's Something About Mary    | Quem vai ficar com Mary?             | Psychiatrist                                | não creditado |
| 1998 | The Impostors                   |                                      | Johnny Leguard                              |               |
| 1999 | Random Hearts                   | Destinos cruzados                    | Truman Trainor                              |               |
| 1999 | Snow Falling on Cedars          | Neve Sobre os Cedros                 | Sheriff Art Moran                           |               |
| 1999 | The Mod Squad                   |                                      | Det. Bog Mothershed                         |               |
| 1999 | Outside Providence              |                                      | Barney                                      |               |
| 1999 | The Confession                  | A Confissão                          | Cass O'Donnell                              |               |
| 2000 | What Planet Are You From?       |                                      | Don Fisk                                    |               |
| 2000 | Me, Myself & Irene              | Eu, Eu Mesmo e Irene                 | Agent Boshane                               |               |
| 2001 | Say It Isn't So                 | Diga que Não É Verdade               | Walter Wingfield                            |               |
| 2001 | The Man Who Wasn't There        | O homem que não estava lá            | Walter Abundas                              |               |
| 2001 | One Night at McCool's           | Que mulher é essa?                   | Father Jimmy                                |               |
| 2002 | Stealing Harvard                | Promessa é Divida                    | Honorable Emmett Cook                       |               |
| 2002 | Changing Lanes                  | Fora de controle                     | Walter Arnell                               |               |
| 2002 | Sins of the Father              |                                      | Bobby Frank Cherry                          | Filme de TV   |
| 2003 | Cheaper by the Dozen            | Doze é demais                        | Shake                                       |               |
| 2003 | Intolerable Cruelty             | O Amor Custa Caro                    | Freddy Bender                               |               |
| 2003 | The Core                        | O Núcleo - Missão ao Centro da Terra | Gen. Thomas Purcell                         |               |
| 2003 | The Mudge Boy                   | O despertar de um adolescente        | Edgar Mudge                                 |               |
| 2004 | Shall We Dance                  |                                      | Devine                                      |               |
| 2004 | I Heart Huckabees               | Huckabees - A Vida é uma Comédia     | Mr. Hooten                                  | não creditado |
| 2005 | Fun with Dick and Jane          | As Loucuras de Dick & Jane           | Frank Bascombe                              |               |
| 2005 | Rumor Has It…                   |                                      | Earl Huttinger                              |               |
| 2005 | North Country                   | Terra Fria                           | Hank Aimes                                  |               |
| 2007 | The Kingdom                     | O Reino                              | Robert Grace                                |               |
| 2008 | The Visitor                     |                                      | Professor Walter Vale                       |               |
| 2008 | The Broken                      |                                      | John McVey                                  |               |
| 2008 | Step Brothers                   | Quase Irmãos                         | Dr. Robert Doback                           |               |
| 2008 | Burn After Reading              | Queime Depois de Ler                 | Ted Treffon                                 |               |
| 2008 | The Tale of Despereaux          | O Corajoso Ratinho Despereaux        | Principal                                   | Voz           |
| 2009 | Waiting for Forever             |                                      | Richard Twist                               |               |
| 2010 | Dear John                       | Querido John                         | Mr. Tyree                                   |               |
| 2010 | Eat Pray Love                   | Comer, Rezar, Amar                   | Richard                                     |               |
| 2010 | Norman                          | Um Homem Chamado Norman              | Doug Long                                   |               |
| 2010 | Let Me In                       | Deixe-me Entrar                      | Abby's Guardian                             |               |
| 2011 | Friends with Benefits           | Amizade Colorida                     | Mr. Harper                                  |               |
| 2011 | The Rum Diary                   |                                      | Lotterman                                   |               |
| 2011 | The Cabin in the Woods          |                                      | Steve Hadley                                |               |
| 2011 | Hall Pass                       | Passe Livre                          | Coakley                                     |               |
| 2017 | Kong: A ilha da caveira         |                                      | Senador Willis                              |               |

### Six Feet Underepisodios
| Ano  | Temporada   | Titúlos dos Episódios                                                                                          |
| ---- | ----------- | --- |
| 2001 | Temporada 1 | "Pilot", "The Will", "The Foot", "The Room", "Life's Too Short", "Knock, Knock"                                |
| 2002 | Temporada 2 | "In the Game", "The Plan", "It's the Most Wonderful Time of the Year", "Somebody Else's Eyes", "I'll Take You" |
| 2003 | Temporada 3 | "Perfect Circles", "Nobody Sleeps", "I'm Sorry, I'm Lost"                                                      |
| 2004 | Temporada 4 | "In Case of Rapture", "Grinding the Corn", "Untitled"                                                          |
| 2005 | Temporada 5 | "Time Flies", "Ecotone", "All Alone", "Everyone's Waiting"                                                     |

## Prêmios e Indicações
| Premiação                         | Ano  | Categoria                                          | Projeto                                    | Resultado | Ref.  |
| --------------------------------- | ---- | -------------------------------------------------- | ------------------------------------------ | --------- | ----- |
| Satellite Awards                  | 2008 | Melhor ator em filme de drama                      | O Visitante                                | Venceu    | [ 2 ] |
| Critics' Choice Movie Awards      | 2009 | Melhor ator                                        | O Visitante                                | Indicado  | [ 2 ] |
| Oscar                             | 2009 | Melhor ator                                        | O Visitante                                | Indicado  | [ 2 ] |
| Screen Actors Guild Awards        | 2009 | Melhor ator                                        | O Visitante                                | Indicado  | [ 2 ] |
| Critics' Choise Television Awards | 2015 | Melhor ator em minissérie ou telefilme             | Olive Kitteridge                           | Indicado  | [ 2 ] |
| Emmy Award                        | 2015 | Melhor ator em minissérie ou telefilme             | Olive Kitteridge                           | Venceu    | [ 2 ] |
| Satellite Awards                  | 2015 | Melhor ator em minissérie ou telefilme             | Olive Kitteridge                           | Indicado  | [ 2 ] |
| Screen Actors Guild Awards        | 2015 | Melhor ator em minissérie ou telefilme             | Olive Kitteridge                           | Indicado  | [ 2 ] |
| Critics' Choice Movie Awards      | 2018 | Melhor ator coadjuvante                            | A Forma da Água                            | Indicado  | [ 2 ] |
| Golden globe                      | 2018 | Melhor ator coadjuvante                            | A Forma da Água                            | Indicado  | [ 2 ] |
| Oscar                             | 2018 | Melhor ator coadjuvante                            | A Forma da Água                            | Indicado  | [ 2 ] |
| Screen Actors Guild Awards        | 2018 | Melhor ator coadjuvante                            | A Forma da Água                            | Indicado  | [ 2 ] |
| Emmy Award                        | 2023 | Melhor ator coadjuvante em minissérie ou telefilme | Dahmer – Monster: The Jeffrey Dahmer Story | Pendente  | [ 2 ] |
| Satellite Awards                  | 2023 | Melhor ator coadjuvante em minissérie ou telefilme | Dahmer – Monster: The Jeffrey Dahmer Story | Indicado  | [ 2 ] |
| Golden globe                      | 2023 | Melhor ator coadjuvante em minissérie ou telefilme | Dahmer – Monster: The Jeffrey Dahmer Story | Indicado  | [ 2 ] |